# Ken Kavanaugh
Kenneth William Kavanaugh (* 23. November 1916 in Little Rock, Arkansas, USA; † 25. Januar 2007 in Sarasota, Florida) war ein US-amerikanischer American-Football-Spieler. Er spielte in der National Football League (NFL) bei den Chicago Bears als End.

## Spielerlaufbahn

### Collegekarriere
Ken Kavanaugh wurde als Sohn von Charles und Lilian Kavanaugh in Little Rock geboren. Er hatte noch einen Bruder und eine Schwester. Kavanaugh kam aus bescheidenen wirtschaftlichen Verhältnissen. Er besuchte in seiner Geburtsstadt die High School und studierte danach von 1937 bis 1939 an der Louisiana State University. Passspielzüge fanden immer mehr Einzug in den Footballsport. Spieler wie der fangsichere, schnelle und schwer zu Fall zu bringende Ken Kavanaugh waren dabei an seinem College ein ausschlaggebender Faktor. 1937 konnte Kavanaugh mit seiner Mannschaft in den Sugar Bowl einziehen. Das Spiel ging allerdings verloren. 1939 war er der führende College-End in den USA und wurde in seiner Liga zum Wertvollsten Spieler (MVP) und zum All-American gewählt.

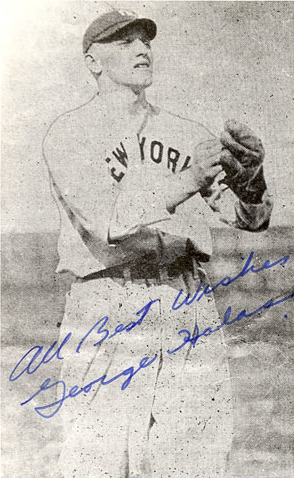
George Halas

### Profikarriere
Kavanaugh spielte 1940 als Profibaseballspieler für die Kilgore Boomers einem Farmteam der St. Louis Cardinals, einer Baseballmannschaft der Major League Baseball. Er bezog ein Monatsgehalt von 300 US-Dollar. Im gleichen Jahr wurde er in der zweiten Runde an 22. Stelle durch die von George Halas trainierten Chicago Bears gedraftet. Seine Footballkarriere wurde von den Verantwortlichen der NFL davon abhängig gemacht, dass er zunächst im Spiel der College-All-Stars gegen die Profi-All-Stars in Chicago spielte. Kavanaugh sträubte sich zunächst, entschloss sich dann aber den Baseballkontrakt aufzulösen und begab sich in das Trainingslager der College-All-Stars. George Halas bot ihm dort 100 US-Dollar Gehalt pro Spiel an, wenn er für die Bears auflaufen würde. Dies wurde von Kavanaugh abgelehnt, erst nach Verhandlungen, die sich über mehrere Tage hinzogen, war Halas bereit 300 US-Dollar pro Spiel zu bezahlen.
Die Bears waren eines der führenden Teams in der NFL, in ihrem Team spielten zahlreiche All-Pro-Spieler, sowie spätere Mitglieder in der Pro Football Hall of Fame, wie Dan Fortmann oder Joe Stydahar. 1940 konnte Kavanaugh zum ersten Mal in das NFL-Meisterschaftsspiel einziehen. Das Spiel konnten die Bears mit 73:0 gegen die Washington Redskins gewinnen. Kavanaugh erzielte auf Wurf von Quarterback Sid Luckman den einzigen Touchdownfang des Spiels. 1941 zogen die Bears erneut in das Endspiel ein und gewannen gegen die New York Giants mit 37:9. Kavanaugh, der zeitweise auch in der Defense zum Einsatz kam, konnte einen Fumble sichern und den Ball in die gegnerische Endzone tragen. 1946 waren die Giants erneut der Endspielgegner und verloren mit 24:14. Erneut konnte Kavanaugh einen Touchdownpass von Luckman fangen. 1950 bezogen die Bears im NFL-Play-off-Spiel gegen die Los Angeles Rams eine 24:14-Niederlage. Nach dem Spiel beendete Kavanaugh seine Laufbahn.
Obwohl Halas ein Verfechter des Laufspiels war, konnte Kavanaugh 50 Touchdowns durch Passspiel während der regular Season erzielen. In den Jahren 1947 und 1949 fing er 13, beziehungsweise neun Touchdownpässe, was jeweils NFL Saisonbestleistung war.

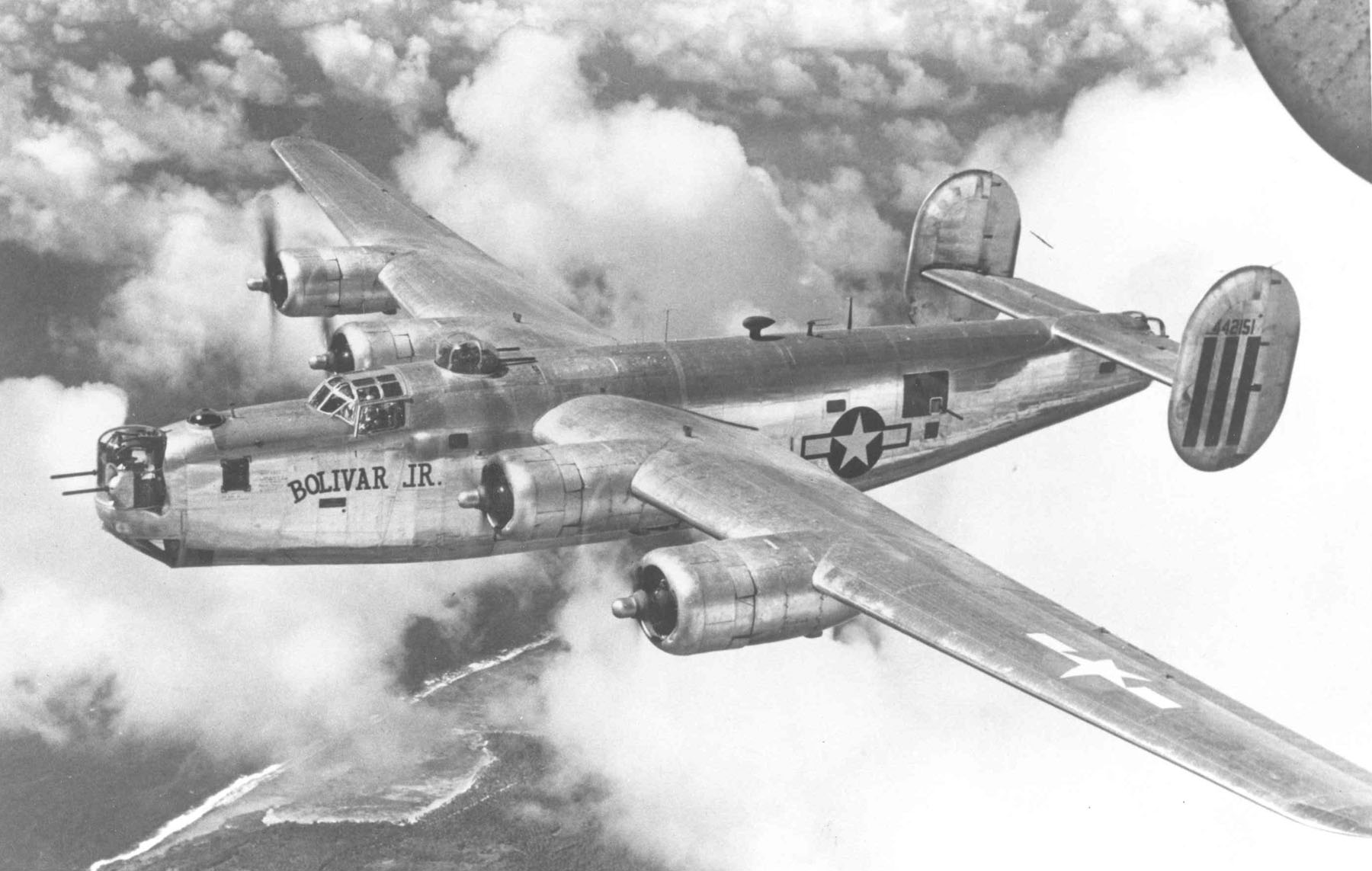
Liberator

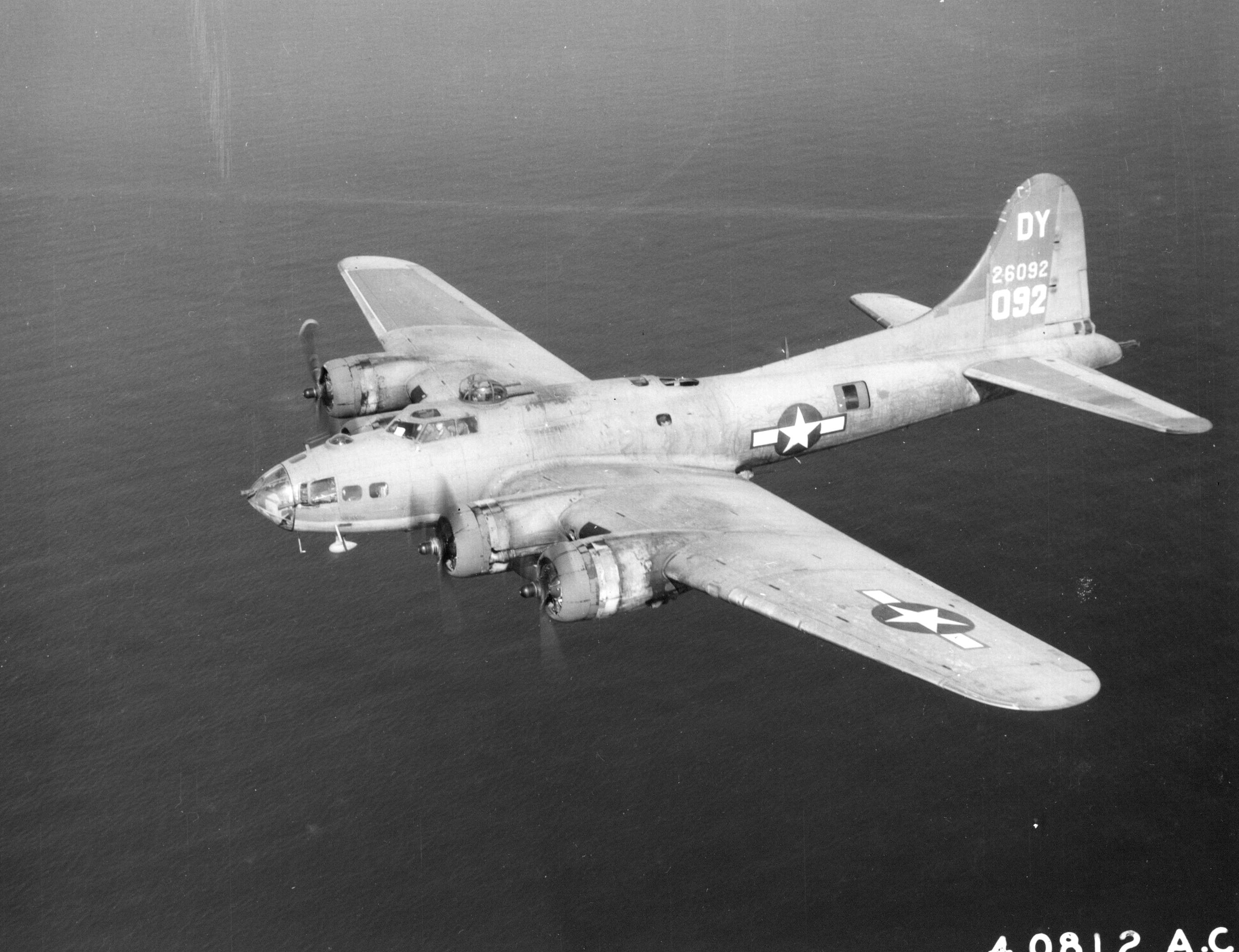
Boeing B-17

## Militärlaufbahn
Von 1942 bis 1945 leistete Kavanaugh seinen Wehrdienst bei der USAAF. Er war Bomberpilot und flog zunächst Einsätze gegen deutsche U-Boote in der Karibik. 1944 wurde er nach England versetzt und flog mit Liberator und B-17 Bombern 30 Einsätze gegen das Deutsche Reich. Er wurde für seine außergewöhnlichen Leistungen mit dem Distinguished Flying Cross ausgezeichnet.

## Trainerlaufbahn
Nach seiner Spielerlaufbahn war Kavanaugh Assistenztrainer bei den Bears und war dort für die Wide Receiver verantwortlich. Danach war er in gleicher Funktion an zwei Universitäten tätig, bevor er sich 1955 den Giants anschloss. Als Assistenztrainer war er neben Tom Landry und Vince Lombardi 15 Jahre lang bei den Giants beschäftigt. 1956 gewann er mit den Giants mit einem 47:7-Sieg über die Bears seine vierte NFL-Meisterschaft. Er arbeitete danach als Scout für das Team aus New York City. Nebenbei ging er verschiedenen geschäftlichen Aktivitäten nach und betrieb unter anderem eine Rinderranch.

## Ehrungen
Kavanaugh spielte zweimal im Pro Bowl, dem Abschlussspiel der besten Spieler einer Saison. Er wurde dreimal zum All-Pro gewählt. Er ist Mitglied in der Louisiana Sports Hall of Fame, in der Hall of Fame seines Colleges, in der Arkansas Hall of Fame, im NFL 1940s All-Decade Team und seit 1963 in der College Football Hall of Fame.

## Familie
Kavanaugh war 60 Jahre lang verheiratet. Das Ehepaar verbrachte seinen Lebensabend in Sarasota, Florida. Ann und Ken Kavanaugh hatten zwei Kinder. Sie waren bis zum Tode von Ken Kavanaugh sozial engagiert. Kavanaugh starb an Komplikationen nach einer Lungenentzündung. Seine Grabstätte ist nicht bekannt.